# Stanmore, New South Wales
Stanmore este o suburbie în Sydney, Australia.